# Eötvös (családnév)
Az Eötvös és Ötvös foglalkozásra utaló, magyar családnév. Bár viselői között gyakoribb az Ötvös forma, mégis az Eötvös család révén szélesebb körben ismert, mint az Ötvös vezetéknév. Nem került be a száz legtöbbször előforduló magyar vezetéknév közé.

## Története
Az Eötvös név egyúttal a magyar Ö betű kialakulásának történetét is őrzi. Mai írásrendszerünk hosszú folyamat során alakult ki, s kezdetben az ö betűt a kancelláriai helyesírás szerint u-val, e+v, e+u illetve e+w betűkapcsolattal jelölték, de a ma ismert ö betűt is használták már. Ez utóbbit őrzi a Thewrewk (Török) családnév. A 15. században az úgynevezett huszita helyesírás (a huszita Biblia magyarra fordítói által használt helyesírás) az ö mellett a q betűt is használta a hang jelölésére. Az ö betű használata a 17.–18. századra stabilizálódott, ám az Eötvös családnévben fennmaradt az eö kombináció, ami mellékjelet és betűkapcsolatot is őriz.
Az Eötvös család – mint e vezetéknév legismertebb hordozója – feltehetően valamilyen kézműves ősétől kaphatta a nevét, hiszen maga a család csak a 17. században kapott nemességet.

### Névváltozatok gyakorisága 2009-ben
- Ötvös: 2567
- Ötvős; Őtvös, Őtvős: 14
- Ötves: 21
- Őtves, Ődvős, Eötvös: 209